# الدوري اليوناني 2015–16
الدوري اليوناني لكرة القدم 2015-16 (باليونانية: Σούπερ Λίγκα 2015–16)‏ هو الموسم 80 من  الدوري اليوناني لكرة القدم. أقيم خلال الفترة 23 أغسطس 2015 وحتى 31 مايو 2016، وكان عدد الأندية المشاركة فيه  16، وفاز فيه نادي أولمبياكوس.